# NGC 7069
NGC 7069 é uma galáxia elíptica (E-S0) localizada na direcção da constelação de Aquarius. Possui uma declinação de -01° 38' 47" e uma ascensão recta de 21 horas, 28 minutos e 05,8 segundos.
A galáxia NGC 7069 foi descoberta em 12 de Outubro de 1863 por Albert Marth.